# FV Daxlanden
Maillots
Dernière mise à jour : 9 avril 2011.
Le FV Daxlanden était un club allemand de football localisé à Karlsruhe dans le Bade-Wurtemberg.

## Histoire

### De 1912 à 1945
Le club fut créé le 6 juillet 1912 par la fusion de deux équipes locales, le FC Germania Daxlanden et le FC Alemannia Daxlanden. Le premier président fut le Secrétaire communal de l’époque, Friedrich Leppert. Le club joua à la Dammweg.
Le 1er mars 1913, le cercle s’affilia à la Süddeutschen Fußball-Verband. À partir de 1915, les rencontres furent interrompues en raison de la Première Guerre mondiale.
En 1916,un jeune talent du FV Daxlanden, Emil Kutterer fut transféré à 17 ans vers le FV Beiertheim. En 1925, il fut transféré au FC Bayern München et appelé en sélection nationale (8 caps entre 1925 et 1928)
En 1924, le FV Daxlanden fut champion de la A-Klasse vers la Kreisliga lui permit de retrouver ses grands voisins du Karlsruher FV, Phönix Karlsruhe ou encore le FC Rastatt 04. À partir de 1927, le club s’installa au "Kleinstadion" dans la Pfalzstraße.
En 1933, le club perdit un match de barrage contre le Phönix Karlsruhe pour la montée en Gauliga Baden, une des seize ligues créées sur ordre des Nazis qui venaient d’arriver au pouvoir. En 1942, le FV Daxlanden décrocha sa promotion vers la Gauliga Baden et y joua les deux dernières saisons de la Seconde Guerre mondiale. Le sélectionneur Sepp Herberger appela le meilleur joueur du club, August Klingler, en équipe d’Allemagne. Lors de ses cinq caps, il marqua 6 buts.
En 1945, le club fut dissous par les Alliés, comme tous les clubs et associations allemands (voir Directive n°23). Il fut rapidement reconstitué.

### Depuis 1945
A la reprise des compétitions, le FV Daxlanden fut versé lors de la saison 1945-1946 dans une ligue appelée Landesliga Nordbaden. Deux saisons plus tard, le club termina 9e dans le Groupe Sud de la Landesliga et descendit en Bezirksliga.
Avec deux renforts venant du VfB Mühlburg, le club remonta en 1950 vers une ligue nommée 1. Amateurliga Nordbaden. Lors de la saison suivante, le club termina 4e derrière l’ASV Feudenheim et deux ténors locaux, Karlsruher FV, Phönix Karlsruhe. En 1952, le FV Daxlanden se classa 2e le Karlsruher FV. Le club disposait à cette époque d’une excellent buteur, Heinz Beck qui reçut en juin 1952 un contrat au VfB Mühlburg.
Du 1er au 11 août 1952, le club organisa des festivités pour son 40e anniversaire. Le 9 août, il y eut une visite du sélectionneur fédéral Sepp Herberger.
En 1953, le FV Daxlanden remporta le titre et participa au tour final pour la montée en 2. Oberliga Süd, une ligué située à cette époque au 2e niveau de la hiérarchie. Il échoua de peu à la 3e place sur 6 derrière les deux montants: Hanau et Wacker München. L’année suivante, le club fut vice-champion et participa au Championnat d’Allemagne Amateur. En 1956, il fut encore une fois vice-champion. La vedette de l’époque s’appelait Max Schwall. Repris en équipe d’Allemagne Amateur, il fut sélectionné pour les Jeux Olympiques de Melbourne en 1956.
Le 15 juin 1958, le stade du FV Daxlanden fut rebaptisé August-Klinger-Stadion.
L’âge d’or du club était terminé. En 1964, le FV Daxlanden fut relégué en 2. Amateurliga (4e niveau), après une défaite lors d’un barrage contre le SpVgg Sandhofen (2-5, après prolongation). En 1975, le cercle recula encore d’un rang dans la hiérarchie.
Il évolua jusqu’en 1992 en Bezirksliga puis recula encore.
En 2010-2011, le FV Daxlanden évolue en Kreisklasse, Groupe 1 de la "Kreis Karlsruhe", soit au 9e niveau de la hiérarchie de la DFB.
En avril 2017, le club fusionne avec deux autres clubs de la ville pour former le SG DJK/FV Daxlanden.